# Винсон, Мэрибел
Мэрибел Иэркса Винсон-Оуэн (англ. Maribel Yerxa Vinson-Owen; 12 октября 1911, Уинчестер, штат Массачусетс, США — 15 февраля 1961, Берг, Бельгия) — американская фигуристка и тренер. Она соревновалась в одиночном и парном катании. Как одиночница, она была девятикратной чемпионкой США и бронзовым призёром зимних Олимпийских игр 1932 года в Лейк-Плэсиде. Участница зимних Олимпийских игр 1936 года. Как парница она выиграла шесть национальных титулов: два с Торнтоном Кулиджем и четыре с Джорджем Хиллом.
Она была замужем за Гаем Оуэном (канадский фигурист, неоднократный чемпион Канады в устаревшей дисциплине — «соревнование четвёрок»). В их семье родилось две дочери Мэрибел Оуэн (1940-1961), чемпионка США 1961 года в парном катании и Лоуренс Оуэн (1944-1961), чемпионка США 1961 года в одиночном катании.
Винсон-Оуэн делит с Мишель Кван рекорд по количеству титулов чемпионки США.

## Биография

### Начало карьеры
Мэрибел Винсон была дочерью Томаса и Гертруды Винсон, живших в Винчестере штата Массачусетс. Оба её родителя были фигуристами, и Мэрибел с рождения стала почётным членом Кембриджского клуба фигуристов (англ. Cambridge Skating club). В девять лет она начала брать уроки у Вилли Фрика на катке Boston Arena. Она выиграла юниорский чемпионат США в 12 лет.
Будучи хорошей студенткой, она училась в Radcliffe College, пока занималась фигурным катанием. За десять лет между 1928 и 1937 годами Мэрибел Винсон каждый год, кроме 1934, становилась чемпионкой США в одиночном катании. В течение этого периода она также объединилась с Торнтоном Кулиджем, чтобы выиграть чемпионаты США 1928 и 1929 годов в парном катании. Затем в 1930 году её партнером стал Джордж Хилл и они выиграли ещё четыре чемпионата США (1933, 1935—1937).
На зимних Олимпийских играх 1932 года в Лейк-Плэсиде Мэрибел Винсон получила бронзовую медаль, уступив норвежской чемпионке Соне Хени и австрийской бегунье Фрици Бюргер. В то же время в 1930-х годах она стала первой женщиной — спортивным репортёром в газете New York Times. Следом за уходом из любительского спорта она вышла замуж за канадского фигуриста Гая Оуэна, с которым была в профессиональном турне ледовых ревю. Первоначально обосновавшись в Беркли штата Калифорния, после рождения двух своих дочерей, Мэрибел Оуэн (1940) и Лоуренс Оуэн (1944), она вернулась на каток в качестве тренера.

### Тренерская карьера
В 1952 году муж Мэрибел Винсон-Оуэн неожиданно умер, и 41-летней вдове пришлось растить маленьких дочерей в одиночку. Живя в родном Винчестере, она зарабатывала, преподавая фигурное катание на катках в районе Бостона. В её дочерях развилась любовь к фигурному катанию, и она стала тренировать их. Преподавая, Мэрибел Винсон-Оуэн подготовила Тенли Олбрайт к пяти титулам чемпионки США и затем к первой американской олимпийской золотой медали в женском фигурном катании. Она также учила Фрэнка Кэрролла, который сам стал одним из лучших американских тренеров и подготовил Мишель Кван к её многочисленным мировым и национальным титулам и Эвана Лайсачека к олимпийской золотой медали.
За свою жизнь Винсон-Оуэн стала автором нескольких книг по спорту:
- Primer of Figure Skating — McGraw-Hill/Whittlesey House (1938)
- Advanced Figure Skating — McGraw-Hill/Whittlesey House (1940)
- The Fun of Figure Skating — Harper & Brothers (1960)

В 1961 году её дочь и тёзка Мэрибел выиграла чемпионат США в парном катании с партнёром Дадли Ричардсом. Эти соревнования впервые транслировались по телевидению. На том же самом чемпионате её младшая дочь, 16-летняя Лоуренс, завоевала титул в женском одиночном катании и, благодаря телевизионной передаче, семья Оуэн мгновенно стала знаменитой.

### Авиакатастрофа
В качестве тренера, Мэрибел Винсон-Оуэн была частью американской команды, собранной для участия в чемпионате мира 1961 года в Праге, столице Чехословакии. Со своими дочерьми, выигравшими национальный чемпионат, они были в американской сборной, севшей на самолёт рейса 548 авиакомпании «Sabena» в международном аэропорту имени Дж. Кеннеди в Нью-Йорке, отправлявшемся в Прагу. Ночной рейс имел предусмотренную остановку в Брюсселе, и по прибытии утром 15 февраля 1961 года капитан прервал снижение и пошёл на второй круг, чтобы приземлиться на другой полосе. Самолет «Боинг 707» больше уже не вернулся в аэропорт, вместо этого он упал в лесистой местности возле села Берг, забрав жизни 72 пассажиров и экипажа, а также фермера, работавшего на своём поле. 18 членов американской сборной по фигурному катанию, а также 16 их родственников, друзей и тренеров, оказались среди погибших.

### Последствия
Чемпионат мира 1961 года в Праге был отменён. Останки Мэрибел Винсон-Оуэн и её дочерей были доставлены домой для погребения в Story Chapel Columbarium кладбища Mount Auburn Cemetery в Кембридже.
В 1976 году Мэрибел Винсон-Оуэн была посмертно введена в Зал Славы фигурного катания США и повторно в 1994 году в парной категории с Джорджем Хиллом. В 2002 году она была избрана в Зал Славы мирового фигурного катания. В 2011 году в американский Зал Славы введены её дочери: Лоуренс и Мэрибел.
Школа в Винчестере, в которой училась Мэрибел Винсон-Оуэн, была названа в её честь.

## Спортивные достижения

### Одиночное катание
| Соревнования/Сезоны           | 1926 | 1927 | 1928 | 1929 | 1930 | 1931 | 1932 | 1933 | 1934 | 1935 | 1936 | 1937 |
| ----------------------------- | ---- | ---- | ---- | ---- | ---- | ---- | ---- | ---- | ---- | ---- | ---- | ---- |
| Зимние Олимпийские игры       |      |      | 4    |      |      |      | 3    |      |      |      | 5    |      |
| Чемпионаты мира               |      |      | 2    |      | 3    | 4    | 4    |      | 5    |      |      |      |
| Североамериканские чемпионаты |      |      |      | 2    |      |      |      |      |      | 2    |      | 1    |
| Чемпионаты Европы             |      |      |      |      |      |      |      |      | 3    |      |      |      |
| Чемпионаты США                | 3    | 2    | 1    | 1    | 1    | 1    | 1    | 1    |      | 1    | 1    | 1    |

### Парное катание
(с Хиллом)
| Соревнования/Сезоны           | 1930 | 1931 | 1932 | 1933 | 1934 | 1935 | 1936 | 1937 |
| ----------------------------- | ---- | ---- | ---- | ---- | ---- | ---- | ---- | ---- |
| Зимние Олимпийские игры       |      |      |      |      |      |      | 5    |      |
| Чемпионаты мира               |      | 5    |      |      |      |      | 5    |      |
| Североамериканские чемпионаты |      |      |      |      |      | 1    |      | 2    |
| Чемпионаты США                | 2    | 2    | 2    | 1    |      | 1    | 1    | 1    |

(с Кулиджем)
| Соревнования/Сезоны           | 1928 | 1929 |
| ----------------------------- | ---- | ---- |
| Североамериканские чемпионаты |      | 3    |
| Чемпионаты США                | 1    | 1    |